# Acyr Mezzadri
Acir Pepes Mezzadri é um empresário e político paranaense, tendo composto a 10º e 11° Legislaturas da Assembleia Legislativa do Paraná.